# TigerJython
TigerJython ist eine speziell für den Unterricht entwickelte integrierte Entwicklungsumgebung für die Programmiersprache Python und ein Online-Lehrwerk.

## Entwicklungsgeschichte
In den 1960er Jahren entwickelte Seymour Papert die Programmiersprache Logo und die Turtle, um die Computerprogrammierung zu unterrichten. Der Erfolg seines Konzepts basierte auf den Ideen, mit einer einfachen Programmiersprache zu arbeiten, die wichtige Programmierkonzepte anschaulich vermittelt. Das Projekt TigerJython knüpft direkt an diesen Ideen an, berücksichtigt dabei aber moderne Entwicklungen und setzt die Programmiersprache Python ein.
Der Name TigerJython spielt auf die Tigerpython an, die auf der Insel Java lebt. Bei TigerJython lebt die Programmiersprache Python in einer Java Umgebung.

## Implementierungen
TigerJython ist in der Programmiersprache Java entwickelt und für die Betriebssysteme Windows, MacOS und Linux verfügbar. Sie enthält alle notwendigen Komponenten und umfangreichen didaktische Bibliotheken, um direkt mit dem Programmieren loszulegen. Zusätzlich gibt es eine browserbasierte TigerJython-Version, die keinerlei Installation erfordert.

## Inhalte
Das Online-Lehrwerk setzt bei der Turtle-Grafik ein und führt weiter zu Themen wie der Programmierung von Lego-Robotern, Multimedia, Computerspielen, bis hin zu Datenbanken und stochastischen Simulationen. Zusammen mit dem modularen Aufbau sowie den zahlreichen Beispielen und Übungen eignet sich TigerJython sowohl für den Einsatz im Unterricht wie auch zum Selbststudium.

### Tutorials
- TigerJython4Kids.Teil 1: Turtlegrafik. Version 2.1, Mai 2020, 77 Seiten
- TigerJython4Kids.Teil 2: Robotik mit Lego EV3. Version 2.0, Mai 2020, 45 Seiten
- TigerJython4Kids.Teil 3: Datenbanken. Version 1.0, August 2017, 40 Seiten